# Jonction triple de Karliova

Carte de la jonction triple de Karliova.

La jonction triple de Karliova est un point triple situé dans l'est de la Turquie.
Elle est formée par les plaques anatolienne, arabique et eurasienne. Il s'agit d'une jonction de failles, à l'intersection des failles nord-anatolienne, est-anatolienne et levantine.